# Чорноп'ятовська сільська рада
Чорноп'я́товська сільська рада (рос. Чёрнопятовский сельский совет) — сільське поселення у складі Павловського району Алтайського краю Росії.
Адміністративний центр — село Чорноп'ятово.

## Населення
Населення — 647 осіб (2019; 649 в 2010, 818 у 2002).

## Склад
До складу сільської ради входять:
| Населений пункт    | Населення, осіб (2002) | Населення, осіб (2010) |
| ------------------ | ---------------------- | ---------------------- |
| Касмала, село      | 85                     | 61                     |
| Чорноп'ятово, село | 733                    | 588                    |